# Saint-Germain-sur-l’Arbresle
Saint-Germain-sur-l’Arbresle – miejscowość i gmina we Francji, w regionie Owernia-Rodan-Alpy, w departamencie Rodan.
Według danych na rok 1990 gminę zamieszkiwały 942 osoby, a gęstość zaludnienia wynosiła 144 osób/km² (wśród 2880 gmin regionu Rodan-Alpy Saint-Germain-sur-l’Arbresle plasuje się na 813. miejscu pod względem liczby ludności, natomiast pod względem powierzchni na miejscu 1394.).